# 83657 Albertosordi
83657 Albertosordi è un asteroide della fascia principale. Scoperto nel 2001, presenta un'orbita caratterizzata da un semiasse maggiore pari a 2,9447725 UA e da un'eccentricità di 0,1757118, inclinata di 14,17564° rispetto all'eclittica.
L'asteroide è dedicato all'attore italiano Alberto Sordi.